# Silberdistel
Die Silberdistel (Carlina acaulis), genannt unter anderem auch Eberwurz und (Niedrige) Wetterdistel, ist eine Pflanzenart, die zur Gattung der Eberwurzen (Carlina) in der Unterfamilie der Carduoideae innerhalb der Familie der Korbblütler (Asteraceae) gehört. Sie steht unter Naturschutz und wurde zur Blume des Jahres 1997 gewählt.

## Beschreibung

### Erscheinungsbild und Blatt

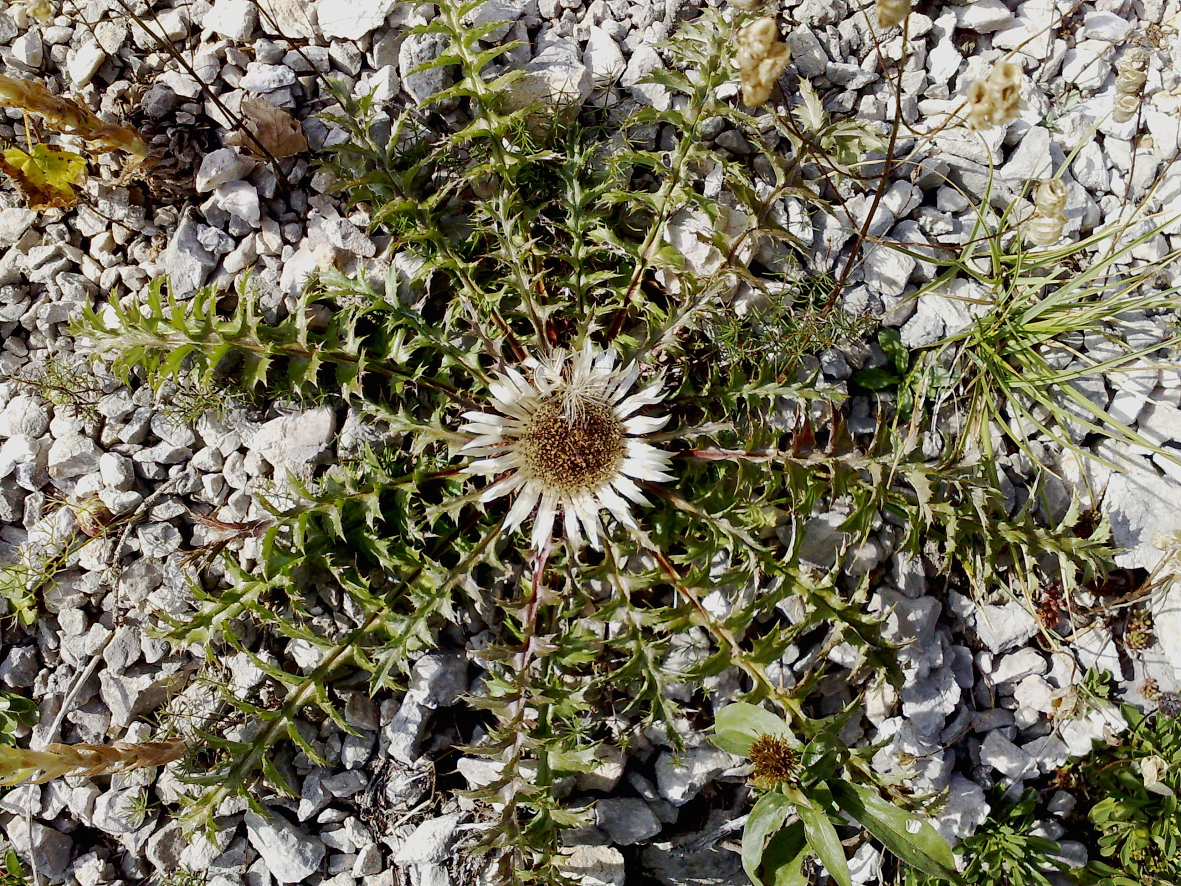
Niedrig gewachsene Silberdistel mit sternförmiger Blattrosette

Die ausdauernde, krautige Pflanze ist fast stängellos oder erreicht eine Wuchshöhe von bis zu 40 Zentimetern. Mit ihrer bis 1 Meter tief reichenden Pfahlwurzel gilt die Silberdistel als Tiefwurzler. Die Laubblätter sind etwa bis zum Mittelnerv buchtig, fiederschnittig und dornig gezähnt. Sie bilden meist eine Rosette. Die Blattunterseite ist kahl bis etwas spinnwebig. Die größten Laubblätter sind 4 bis 8 Zentimeter breit.

### Blütenstand und Blüte

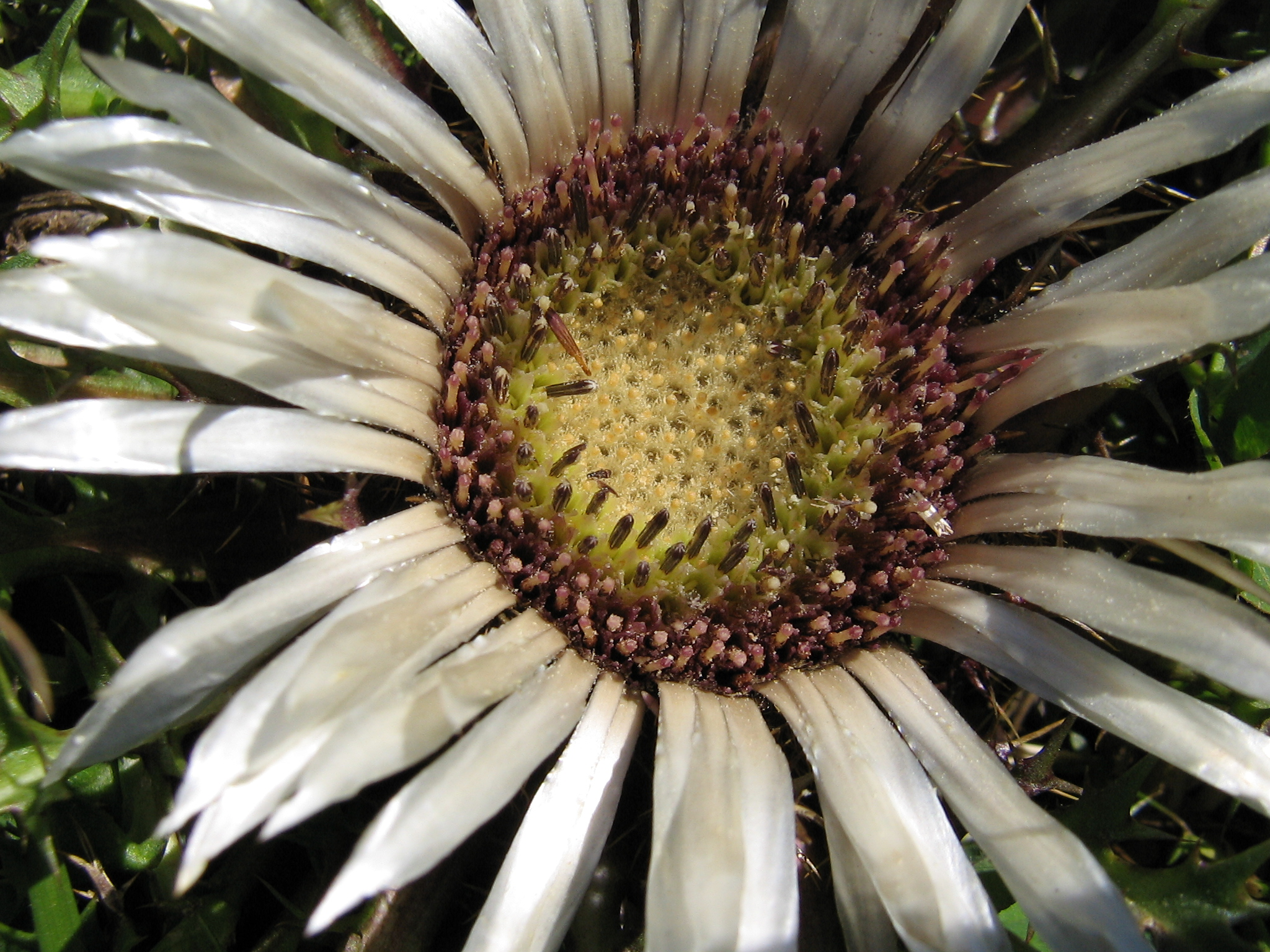
Detailaufnahme des Blütenstandes

Am Stängel des Korbblütengewächses sitzt meist nur ein Korb mit äußeren Hüllblättern, die wie die Laubblätter gestaltet sind. Die inneren Hüllblätter sind oberseits silbrig-weiß (selten etwas rötlich) und zur Blütezeit bereits abgestorben. Diese umgeben das eigentliche Blütenkörbchen, welches sich aus einigen hundert weißlichen bis rötlichen Röhrenblüten zusammensetzt. Mit den inneren Hüllblättern gemessen, erreicht das Körbchen einen Durchmesser von 50 bis 110 Millimetern.
Die Blütezeit reicht von Juni/Juli bis September/Oktober.

### Chromosomensatz
Die Chromosomenzahl beträgt für beide Unterarten 2n = 20.

## Ökologie

### Bestäubung

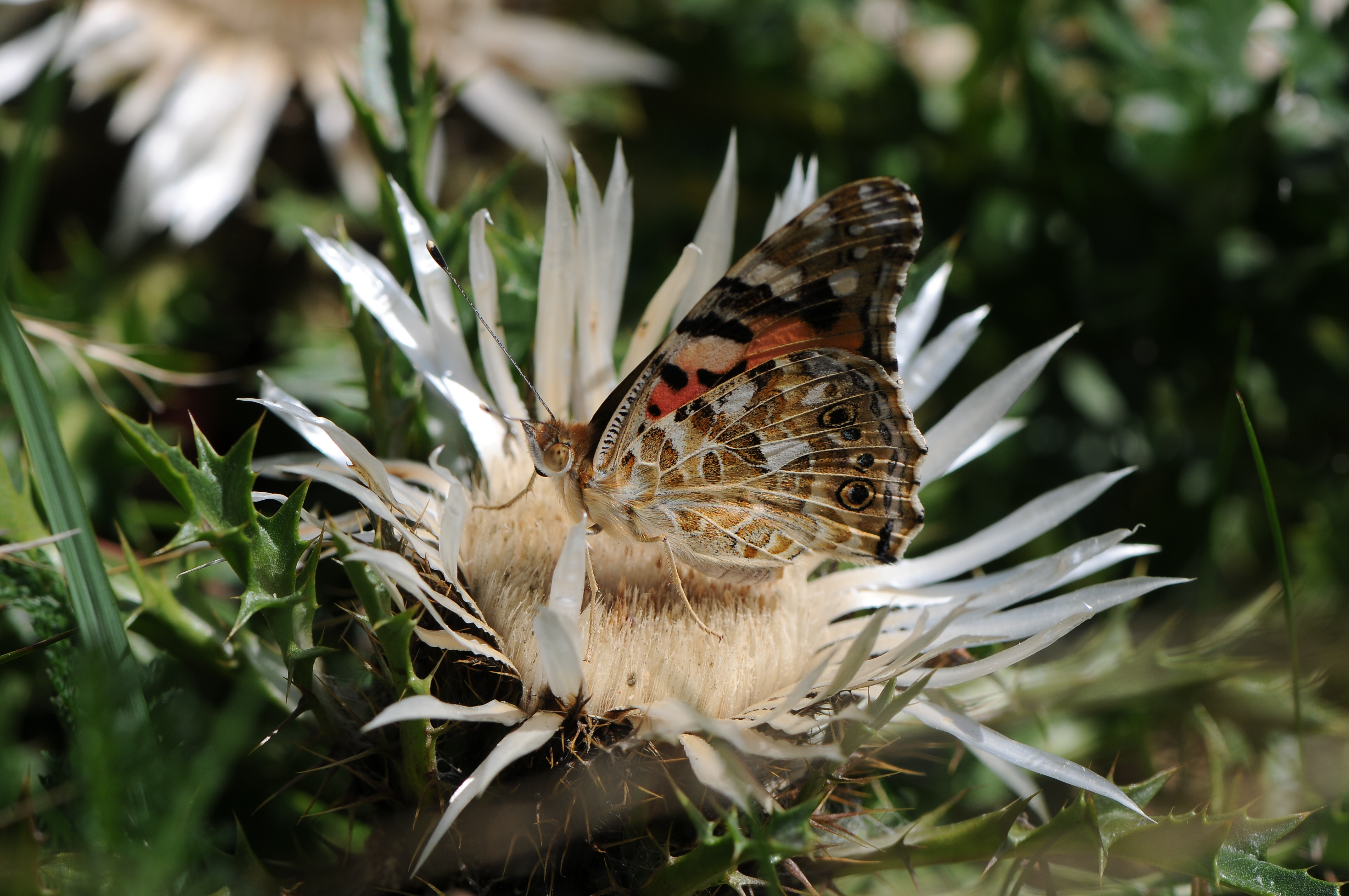
Distelfalter auf einer Silberdistel

Der Aufbau ähnelt stark dem der Asteroideae, bei denen oft die Röhrenblüten von Zungenblüten umgeben sind. Diese Verstärkung der Schauwirkung wird bei der Silberdistel jedoch durch die inneren Hüllblätter erreicht. Diese Hüllblätter reflektieren im Unterschied zu den Röhrenblüten auch UV-Strahlung, wodurch Insekten, die ultraviolettes Licht wahrnehmen, wissen, wo Nektar zu finden ist. Dieses Merkmal ist bei Korbblütlern der Regelfall.
Durch die mindestens 10 Millimeter lange Kronröhre kann die Bestäubung nur durch langrüsselige Insekten, vor allem Bienen (besonders Halictus-Arten), Hummeln und Falter erfolgen. Auch der auf die Silberdistel spezialisierte Rüsselkäfer Larinus pollinis (Syn. Larinus brevis, Larinus senilis) wurde als Bestäuber beobachtet; seine Larven leben im Korbboden.

### Ausbreitungsmechanismen

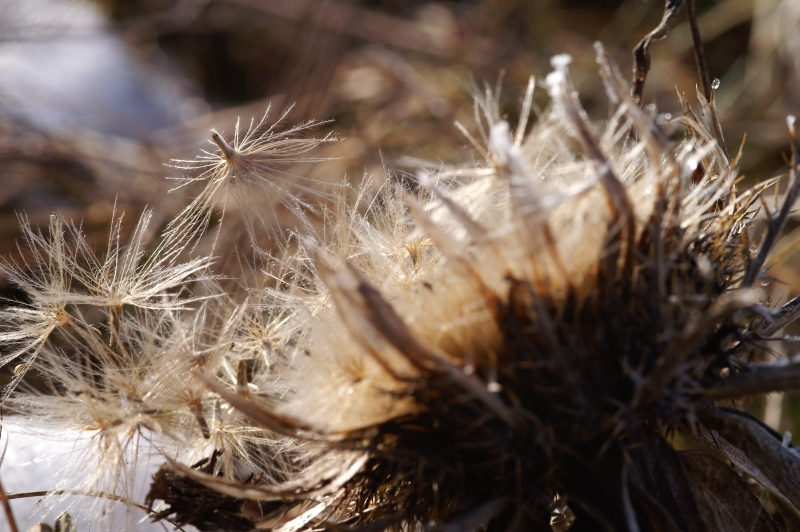
Fruchtstand der Silberdistel, deutlich sind die Schirmchenflieger zu erkennen

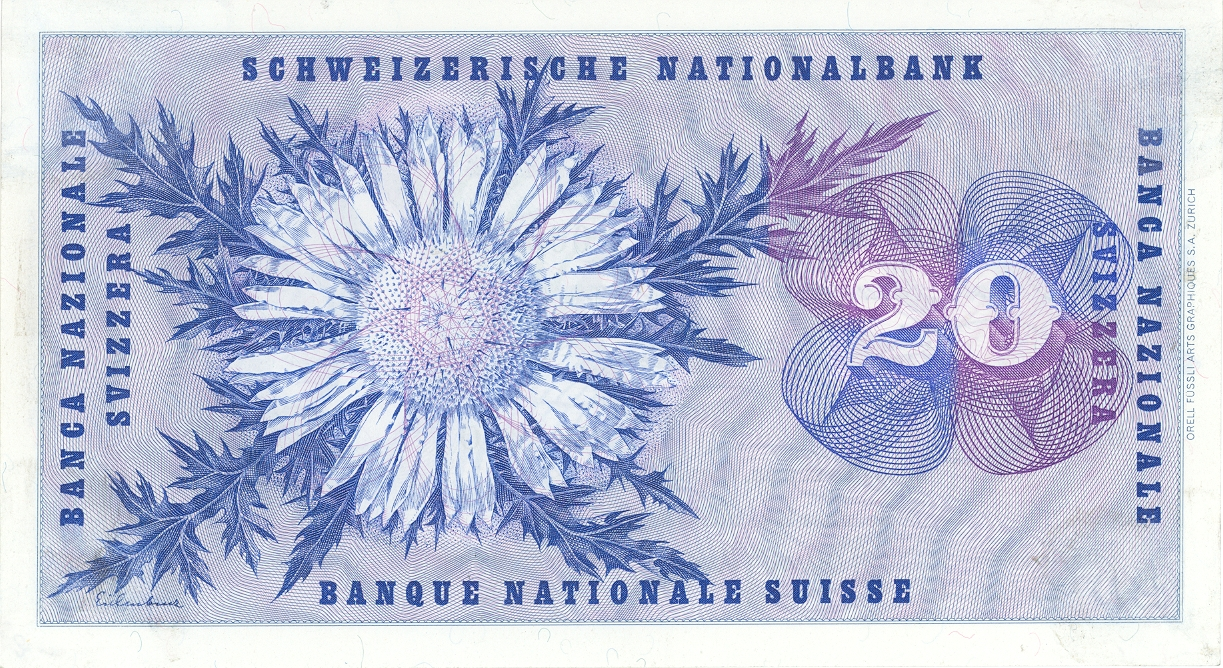
Rückseite einer Schweizer-Franken-Banknote (1956)

Die Silberdistel besitzt viele Ausbreitungsmechanismen.
Die Achänen können durch den Pappus als Schirmchenflieger mit dem Wind verbreitet werden (Anemochorie). Doch meist erfolgt die Verbreitung als Tierstreuer. Die dornigen Hüllblätter heften sich an vorbeistreifende Tiere und schütteln so die Früchte aus. Aber auch Körnerfresser wie Vögel können zur Ausbreitung beitragen. Schließlich werden die Korbböden von der Pflanze losgelöst und verbreiten die verbliebenen Früchte als Steppenroller.

### Die Wetterdistel
Die abgestorbenen Hüllblätter der Silberdistel nehmen bei Erhöhung der Luftfeuchtigkeit an der Blattunterseite mehr Wasser auf als an der Blattoberseite. Durch diese hygroskopische Eigenschaft krümmen sich die Hüllblätter nach oben und innen und schützen die Röhrenblüten vor Regen. Deshalb wird die Silberdistel, genau wie die Golddistel, auch Wetterdistel genannt. Schließen sich die Hüllblätter, ist Regen zu erwarten, bei Sonnenschein bzw. trockener Luft spreizen sie sich auseinander. Bereits ein fünf- bis zehnmaliges Anhauchen genügt, um die erste Aufrichtebewegung auszulösen.

### Schmarotzer
Es wurden auf der Silberdistel als Schmarotzer die Pilze Erysibe cichoriacearum, Metasphaeria cynaracearum und Mycosphaerella compositarum beobachtet.

## Vorkommen

### Verbreitung
Die Art ist in Europa weit verbreitet, von Spanien im Westen bis Rumänien und die Ukraine im Osten.
Das Verbreitungsgebiet in Deutschland erstreckt sich über die Alpen und das Alpenvorland, den Bayerischen Wald, die Schwäbische Alb, die Frankenalb, das Thüringer Becken, die Rhön und nordwärts bis an den Rand des Harzes und wenige Standorte auch darüber hinaus im Weser-Leine-Bergland und im Nördlichen Harzvorland. Stark zurückgegangen ist die Art in der Oberlausitz. Im Westen, Norden und Osten Deutschlands ist die Art sehr selten bis vollständig fehlend. Die Silberdistel ist in Deutschland gesetzlich geschützt und gehört zu den gefährdeten Arten. In Österreich ist sie in allen Bundesländern häufig.

### Standort

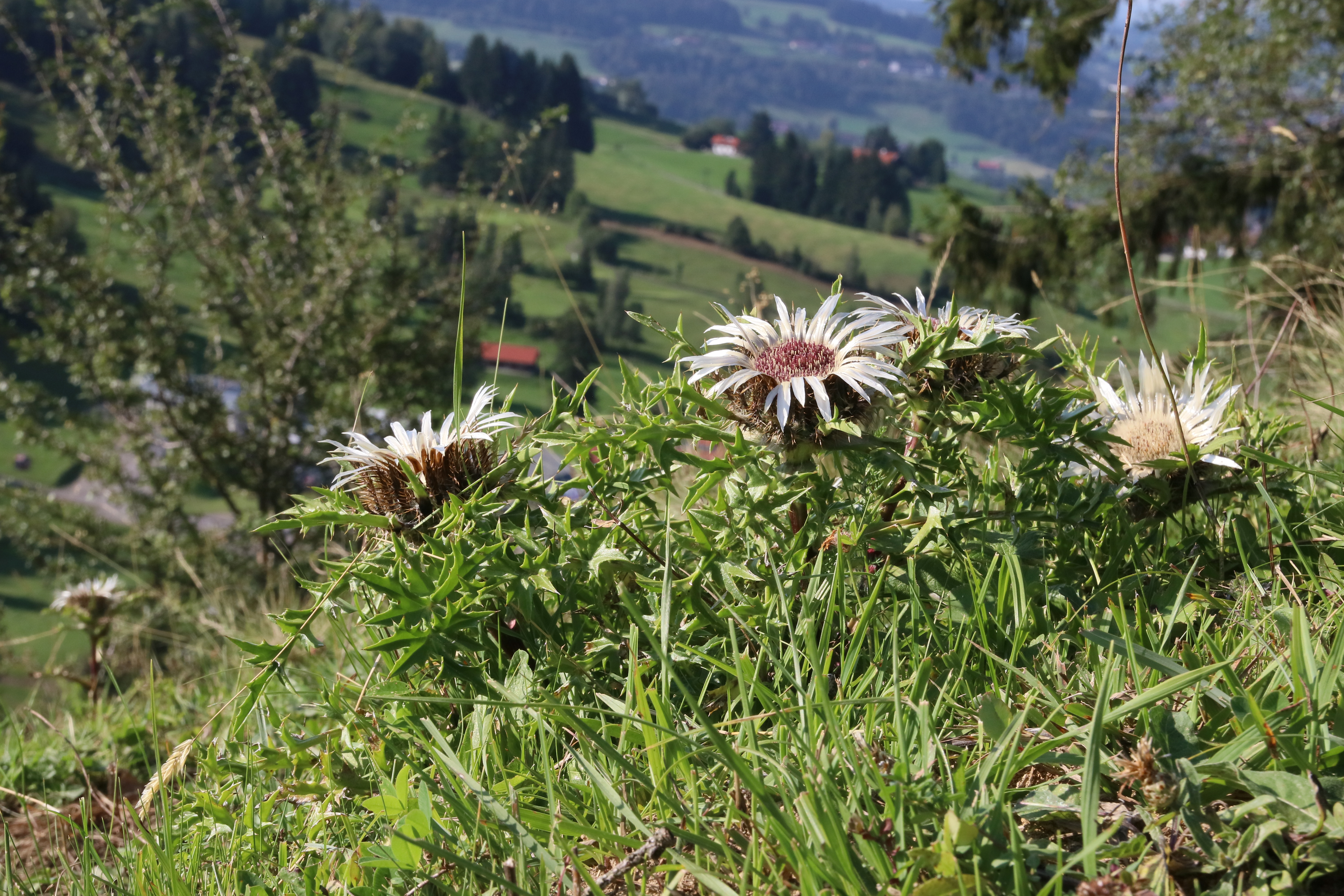
Silberdistel (Carlina acaulis) auf einer Weide am Imberg, Allgäu

Als Standort werden sommerwarme, meist beweidete Magerrasen auf basenreichen Böden mit geringer Humusauflage, vor allem in Kalkgebieten mit geringen Niederschlägen, bevorzugt. Die Silberdistel gedeiht von der Tallage bis in die subalpine Höhenstufe bis in Höhenlagen von 2800 Metern. In den Allgäuer Alpen steigt sie im Vorarlberger Teil am Heiterberg und im Tiroler Teil auf der Kanzalpe am Strahlkopf bis zu einer Höhenlage von 2000 Metern auf. In der Schweiz erreicht sie in Graubünden im Val del Fain (Heutal), einem Seitental des Val Bernina 2735 Meter und im Kanton Wallis 2800 Meter Meereshöhe.
Ohne die Bewirtschaftung durch weidende Schafherden würden die offenen Magerrasen unterhalb der Alpinen Baumgrenze verbuschen und die Silberdistel dort verschwinden.
Die Silberdistel ist eine Charakterart der Halbtrockenrasen (Mesobromion) des Tieflands; sie wächst in den Alpen oft auch in der Ordnung Blaugras-Rasen (Seslerietalia albicantis).

## Systematik

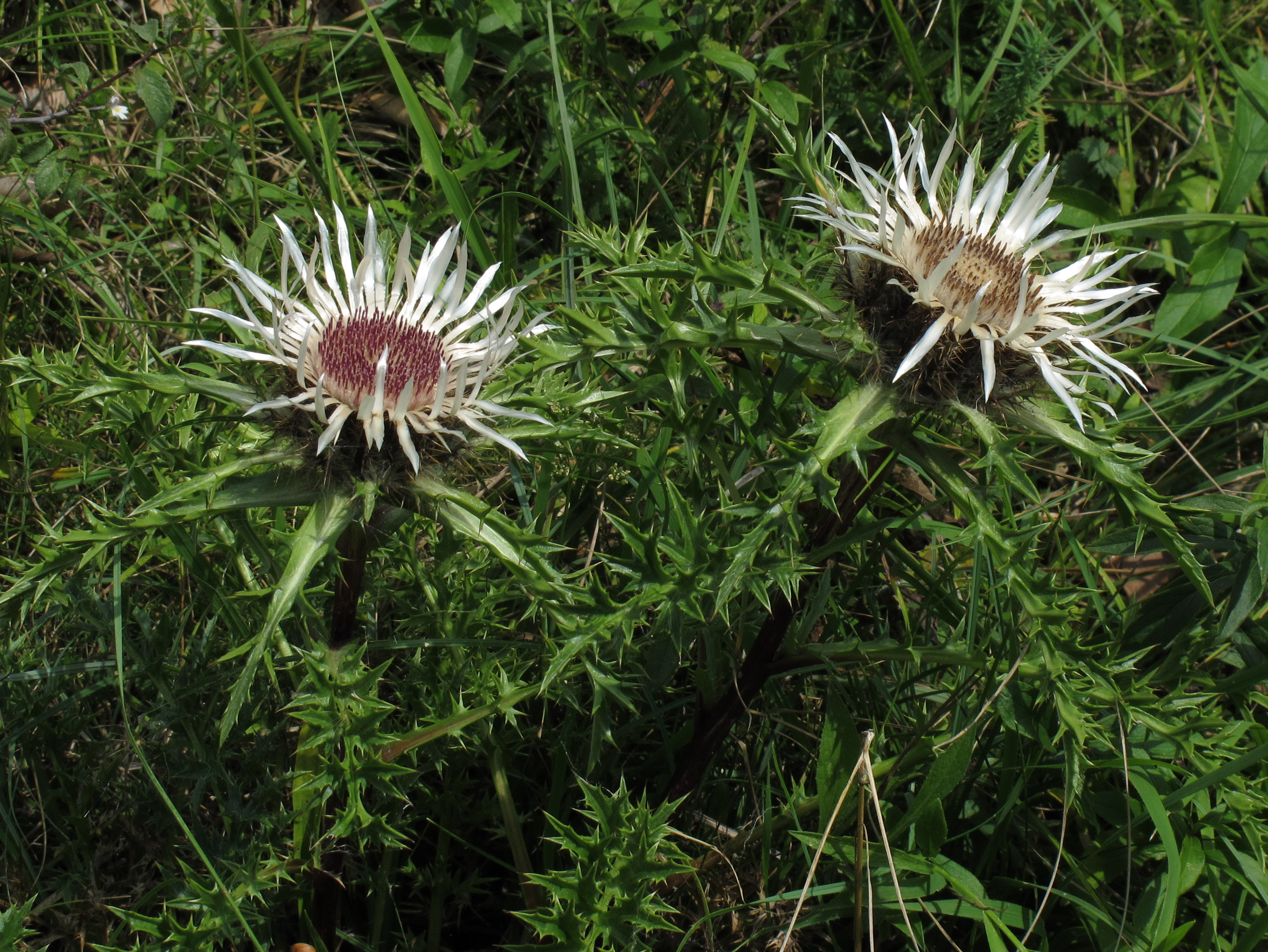
Silberdistel (Carlina acaulis) von der Schwäbischen Alb

Von der Silberdistel existieren zwei Unterarten, die im Gegensatz zu älteren Auffassungen nicht durch die Stängellänge, sondern durch die Gestalt der Blattspreite unterschieden werden. Bei beiden Unterarten existieren jeweils Morphotypen mit sitzenden und solche mit gestielten Körben.
- Gewöhnliche Silberdistel (Carlina acaulis L. subsp. acaulis)
Die mittleren Abschnitte sind mit breitem Grund auf der Blattspindel sitzend, am Grund etwa 6 bis 15 Millimeter breit. Die Laubblattspreiten sind mehr oder weniger gewellt. Die Abschnitte höchstens bis zur Mitte geteilt und fein dornig. Die Stängelblätter sind gleichmäßig verteilt (var. alpina) oder unter dem Korb rosettig gehäuft (var. acaulis). Das Verbreitungsgebiet erstreckt sich über die Länder Deutschland, Schweiz, Liechtenstein, Österreich, Tschechien, Italien, Kroatien, Slowenien, Bosnien-Herzegowina, Ungarn, Slowakei, Polen, Rumänien, Moldawien, Ukraine und Belarus.[5]
- Krausblatt-Silberdistel (Carlina acaulis subsp. caulescens (Lam.) Schübl. & G. Martens; Syn.: Carlina acaulis subsp. simplex (Waldst. & Kit.) Nyman, Carlina caulescens Lam., Carlina aggregata Waldst. & Kit., Carlina alpina Jacq., Carlina acaulis L. subsp. aggregata (Waldst. & Kit.) Hegi, Carlina simplex Waldst. & Kit., Carlina cirsioides Klokov)
Die mittleren Abschnitte sind mit verschmälertem Grund auf dem Mittelfeld sitzend, am Grund etwa 2 bis 6 Millimeter breit. Die Laubblattspreiten sind kraus. Die Abschnitte sind bis über die Mitte geteilt und die Dornen etwas kräftiger. Das Verbreitungsgebiet erstreckt sich über die Länder Spanien, Andorra, Frankreich, Italien, Deutschland, Österreich, Schweiz, Liechtenstein, Tschechien, Ungarn, Slowenien, Kroatien, Bosnien-Herzegowina, Montenegro, Albanien, Griechenland, Kreta, Bulgarien, Rumänien und die Slowakei.[5] Die ökologischen Zeigerwerte nach Landolt et al. 2010 sind in der Schweiz für diese Unterart: Feuchtezahl F = 2+ (frisch), Lichtzahl L = 4 (hell), Reaktionszahl R = 3 (schwach sauer bis neutral), Temperaturzahl T = 2 (subalpin), Nährstoffzahl N = 2 (nährstoffarm), Kontinentalitätszahl K = 3 (subozeanisch bis subkontinental).[6]

Von den beiden Unterarten kommt in der Schweiz und in Deutschland fast ausschließlich die subsp. caulescens vor, während subsp. acaulis in den Ostalpen vorkommt und in Deutschland nur in einzelnen Regionen Bayerns zu finden ist; subsp. caulescens bevorzugt ein kalkreiches Substrat, subsp. acaulis wächst eher auf sauren Böden.

## Namensherkunft

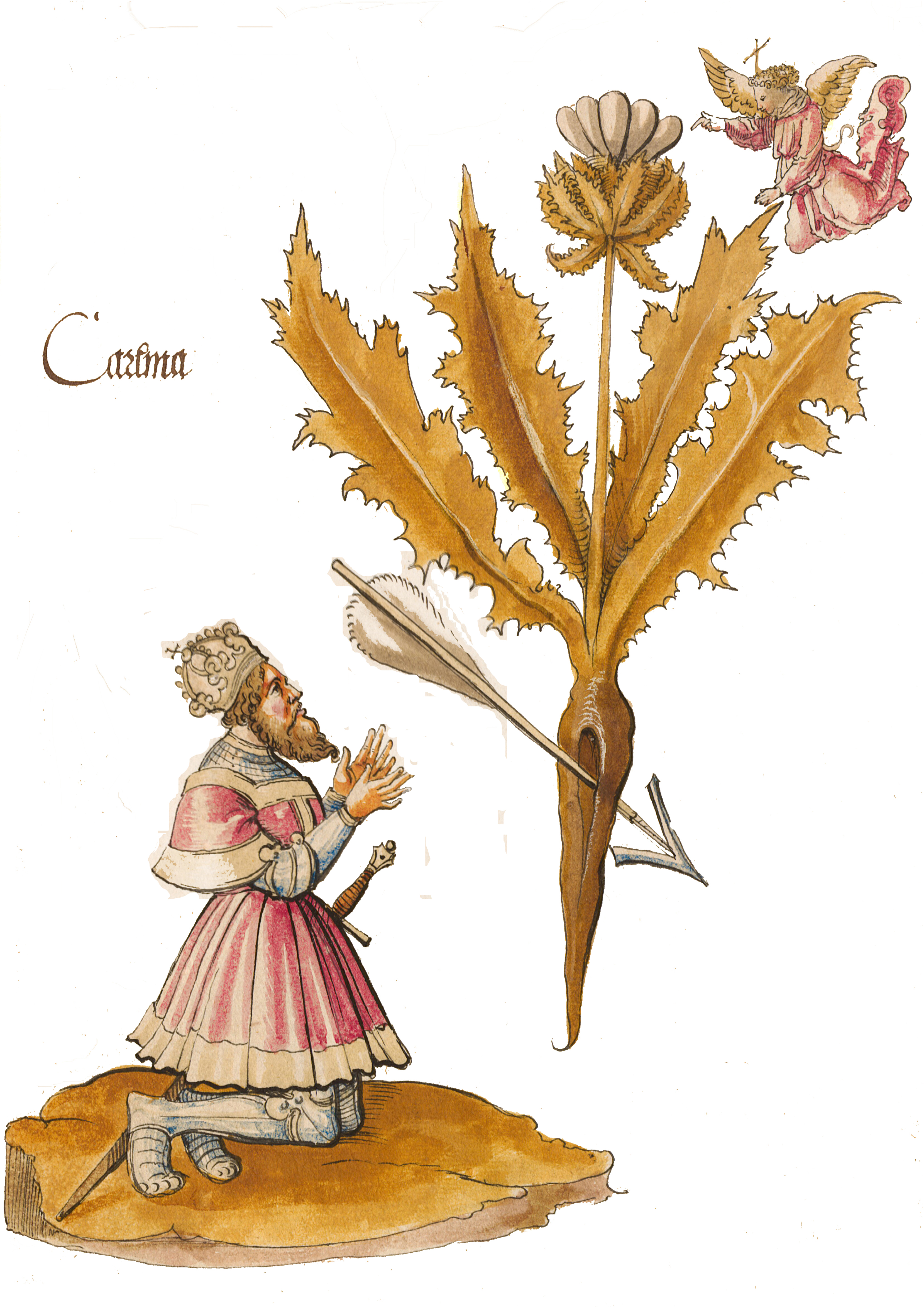
Karls-Legende in einem Codex des 16. Jahrhunderts

Der Name Carlina acaulos, magna flore war bereits vor Carl von Linné gebräuchlich. Von Caspar Bauhin wurde die Silberdistel als Carlina caulifera vel acaulis bezeichnet. Der Gattungsname leitet sich wahrscheinlich über eine oberitalienische Dialektform cardelina (distelförmige Sippe) über den Namen des Distelfinks (Carduelis carduelis) vom lateinischen carduus ab. Ein Bezug auf Karl den Großen oder Kaiser Karl V ist sekundär und hat zu etymologischen Legenden Anlass gegeben. So soll ein Engel Karl dem Großen im Traum die Silberdistel als wahres Heilmittel gegen die Pest gezeigt haben, und sie wurde in dessen Heer verwendet; daher angeblich Karlsblume.
Das Artepitheton acaulis ist aus dem Lateinischen abgeleitet, es bedeutet stängellos und bezieht sich auf den Habitus.
Die Silberdistel wurde unter anderem auch mit Chardopatium sowie als Cameleonta bezeichnet.

## Trivialnamen

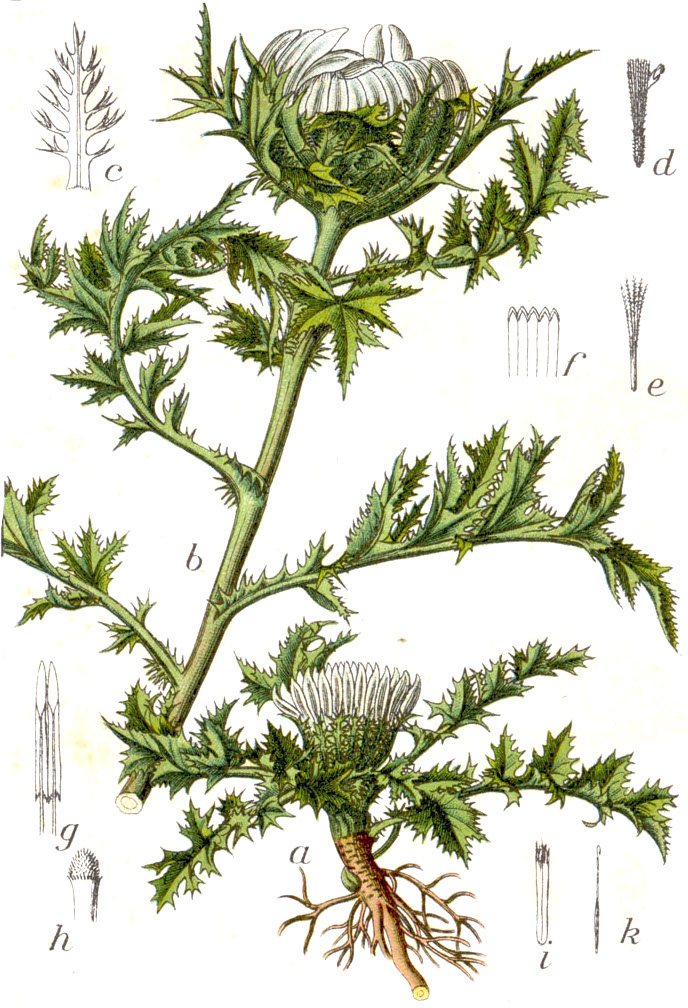
Illustration der Silberdistel in Deutschlands Flora in Abbildungen von 1796. Die Wuchshöhe lässt keinen direkten Schluss auf die Unterart zu

Der Trivialname Silberdistel bezieht sich auf die inneren, silberweiß glänzenden Hüllblätter. Eberwurz (oder Eberdistel) beruht wahrscheinlich auf der ehemaligen Verwendung bei Schweinekrankheiten bzw. Schweineseuchen, vielleicht da der Eber angeblich Eberwurz frisst, wenn er sich mit Bilsenkraut vergiftet hat. Die fleischigen Blütenböden wurden insbesondere von Kindern gerne verzehrt. Hierauf sind Trivialnamen wie Jägerbrot (Steiermark) oder Wiesenkas (Kärnten) zurückzuführen. Die stachligen Blätter und Blütenköpfe schlagen sich in Benennungen wie Oanhagn, in der Bedeutung Einhaken, 1 Haken, Oanhagelwurzen (Bayern, Österreich) oder Dornrosen (Kärnten) nieder. An das Fest Mariä Himmelfahrt, bei dem die Silberdistel oft Bestandteil des Würzbüschels war, erinnern Namen wie Frauendistel (Kärnten). Da sich die inneren Hüllblätter bei schlechtem Wetter regelmäßig schließen und bei Sonnenschein öffnen, nutzte man die Pflanze zur Vorhersage des Wetters. Hieran knüpfen Bezeichnungen wie Sonnenrose, Sunnrose (Kärnten), Sonnenblume (Schwaben), Wetterdistel, Wetterrose (Bayern, Österreich) oder auch Sonnenwenddistel (Niederösterreich) und Barigmeter, abgeleitet von Barometer (Riedschwand, Attergau) an. Die frühere medizinische Verwendung spiegeln Bezeichnungen wie Karlsdistel wider. Manche Namen beziehen sich auch direkt auf das Verbreitungsgebiet, so zum Beispiel Rhöndistel.
Weitere zum Teil auch nur regional gebräuchliche deutschsprachigen Trivialnamen sind oder waren: Alpachäs (St. Gallen bei Toggenburg), Amberwurz, Bernswurz (im Sinne von Bärenwurz, althochdeutsch), Bergdistel (St. Gallen bei Werdenberg), Ebenwurz (mittelhochdeutsch), Eberwurz (althochdeutsch), Einhackel (Kärnten), Einhagenwurzen (Linz), Einhaken (Tirol im Pinzgau), Erdwurz (mittelhochdeutsch), Heberwurz (mittelhochdeutsch), Hundssporn (Ulm, Pongau), Hundszorn (Ulm, Pongau), Jewerwurzel (Siebenbürgen), Kraftwurz (Augsburg, Lechrain), weiße Pferdewurz, Roßwurz, Silbendistel (St. Gallen, Bern), Sonnenblume (Memmingen), Tschöcklein (Chur), Tschöggli (Graubünden) und Wetterdistel (Tirol).

## Verwendung
In der modernen Pflanzenheilkunde wird die Silberdistel nur selten verwendet.
Das scharf-aromatisch und bitter schmeckende Rhizom enthält ätherische Öle, dessen Hauptbestandteile Carlinaoxid und Carligen sind. Weiter enthält das Rhizom Gerbstoffe, Harze und Inulin. Unter der Bezeichnung Radix calinae wurde es früher in Apotheken geführt und fand u. a. als harntreibendes, fiebersenkendes, die Menstruation und Schweißbildung anregendes Mittel Verwendung. Auch fand es Einsatz als Aphrodisiakum.
Die Korbböden wurden früher ähnlich wie Artischocken gegessen.

## Geschichte
Im 15. und 16. Jahrhundert wurde die Silberdistel „Eberwurz“ oder „Englische Distel“ genannt.
Eine Elsässer Handschrift aus dem 1. Viertel des 15. Jahrhunderts beschrieb „Eberwurz“ als Potenzmittel für Männer („bringet frode und machet unkusch“). Schwangeren Frauen schade sie. Knaben in der Pubertät sollten die Wurzel ein Jahr lang essen, so würden sie die Kraft dreier Männer gewinnen und diese Kraft bis zu ihrem 40. Lebensjahr und darüber hinaus behalten. Wenn man die Wurzel den Pferden in den Stall lege, so würden diese davon brünstig. Gegen Herzschmerz sollte die Wurzel gegessen oder in Wein getrunken werden.
Paracelsus berichtete in seinem „Herbarius“ (ca. 1525) wundersames von der «Englischen Distel»: wer sie bei der Arbeit bei sich trage, der entziehe seinen Mitarbeitern die Kraft, welche auf ihn übergehe. Über gleichlautende Beschreibungen der Kräfte der «Eberwurz» im Volksglauben ihrer Zeit berichteten Otto Brunfels und Hieronymus Bock:

„Die kreütler geben von dißer wurtzelen auß / wer diße wurtzel bey jm trage / vnd mit anderen leüten arbeyte / oder über feldt gang / oder ſonſt beywonung thue / ſo entzyehe ſye ander leüten die krafft / vnd mache onmächtig / welche krafft alle zů dem komme / der ſye bey jm hat. Darumb ſye bey nyemant geduldet würt / wo mans alſo braucht.“

„Euſſerlich. Man gibt diſer wurtzel zů ſo jemandts ſie bei im trag / vnd mit eym andern über felt gehe / dem ſelben ſoll die krafft entzogen werden durch diſe wurtzel / glaubs wer do will / ich finds nirgens geſchriben.“

Das Eberwurzkapitel des Contrafayt Kreüterbuch (1532) von Otto Brunfels enthält eine von Hans Weiditz gefertigte Pflanzenabbildung. Wie Walther Rytz 1933 anhand der Originale von Weiditz nachweisen konnte, stellt diese Abbildung nicht die Silberdistel, sondern die Stängellose Kratzdistel (Cirsium acaule) dar. Diese Distelart wurde 1539 im New Kreütter Buch des Hieronymus Bock als „Das ander Geschlecht der Eberwurtz - Klein Eberwurtz“ beschrieben und ab 1546 in den folgenden Ausgaben des New Kreütter Buch mit einer Illustration als „Klein Eberwurtz“ dargestellt.

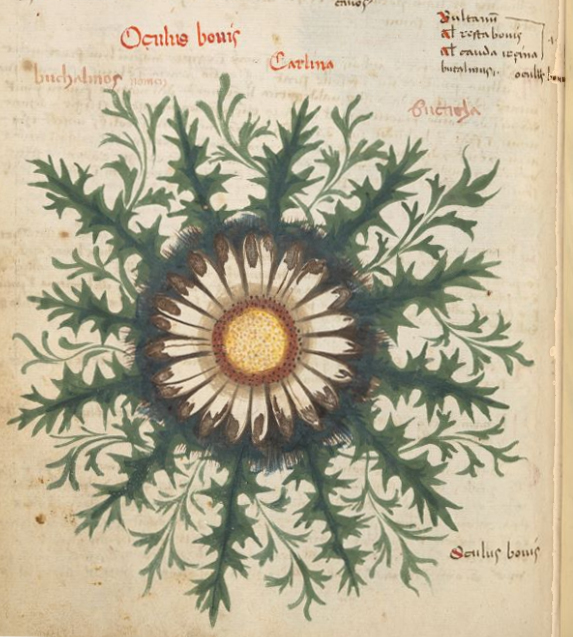
„Oculus bovis. Carlina“ British Library. MS 41623 15. Jahrhundert
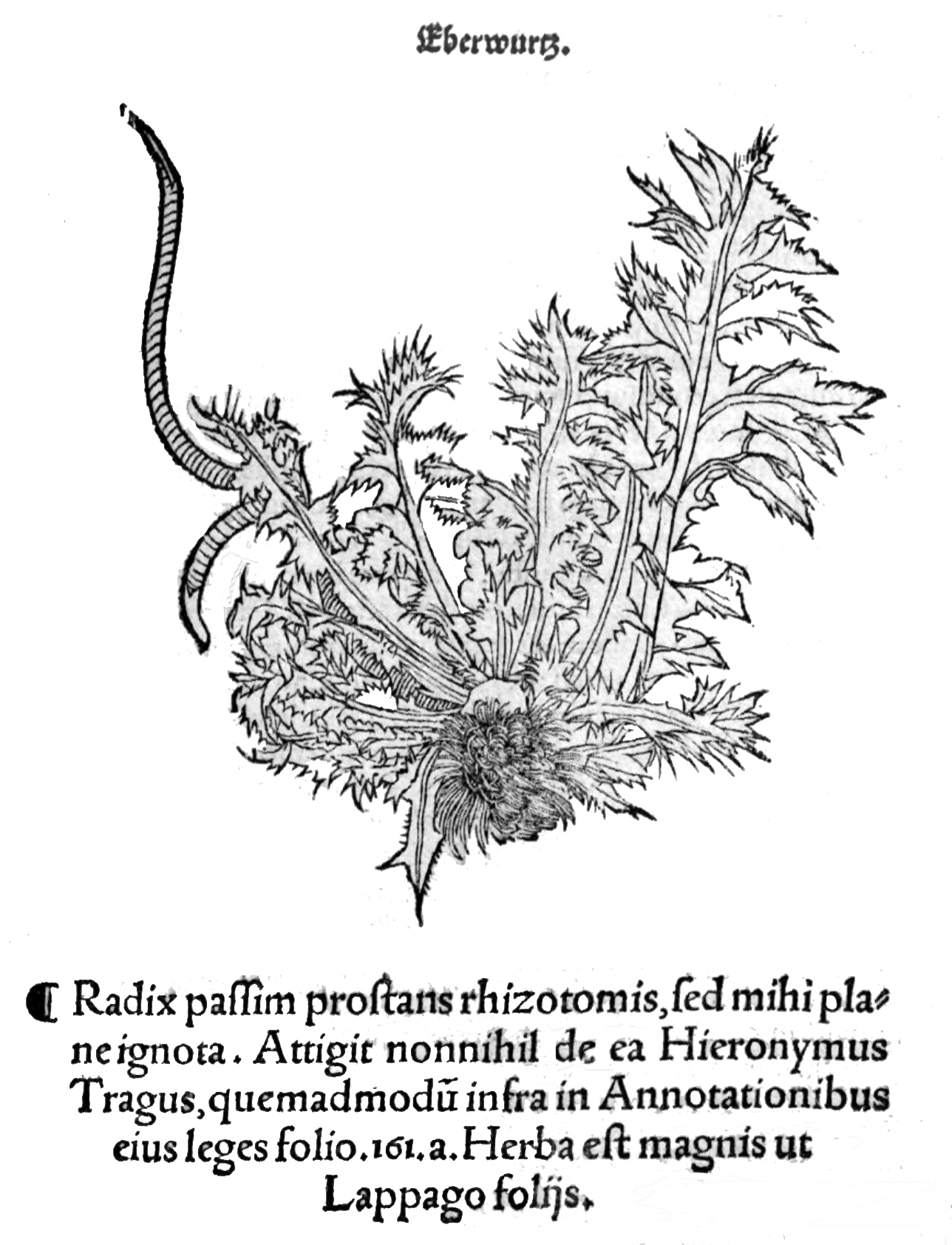
«Eberwurtz». Otto Brunfels 1530
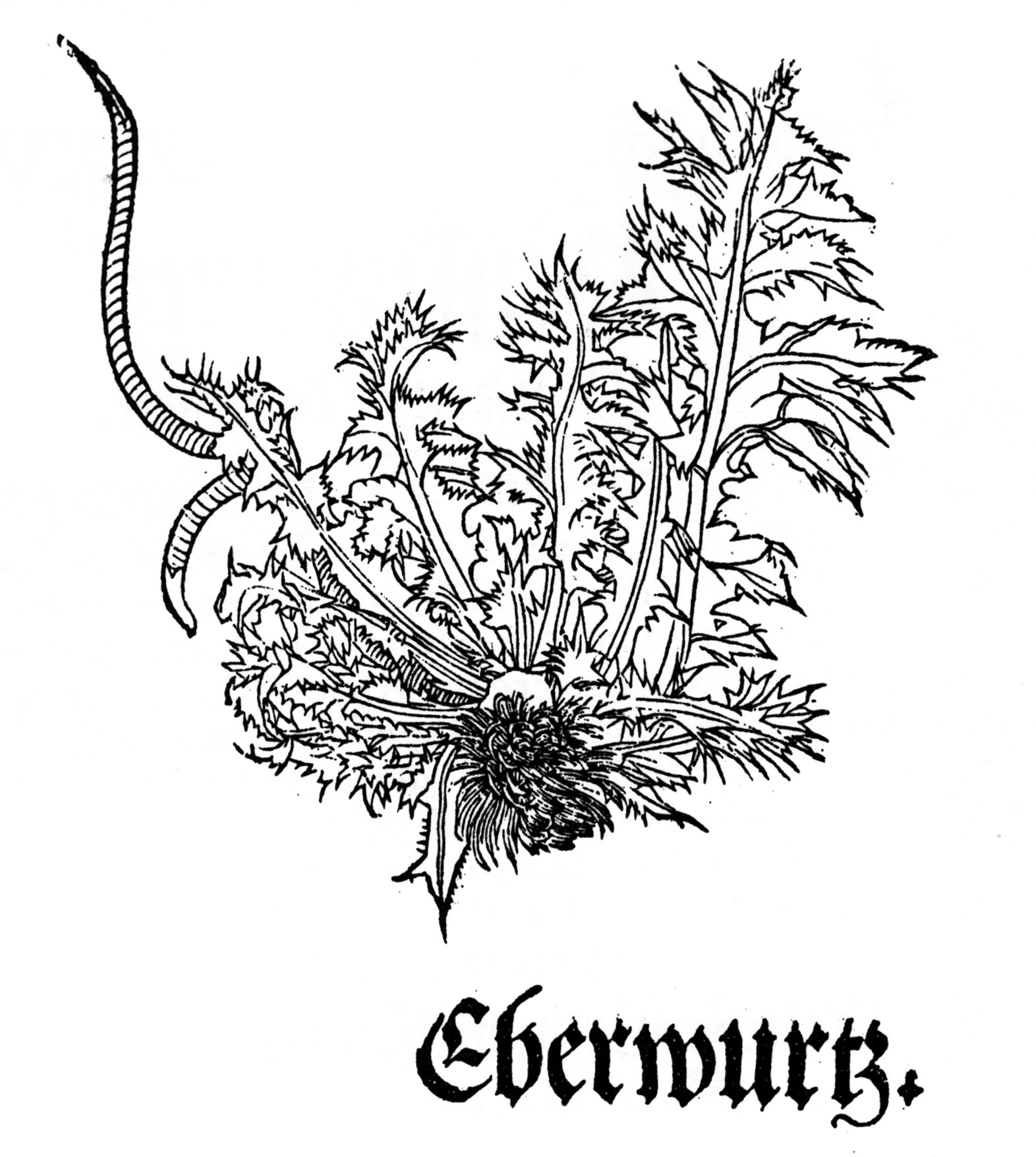
«Eberwurtz». Otto Brunfels 1532
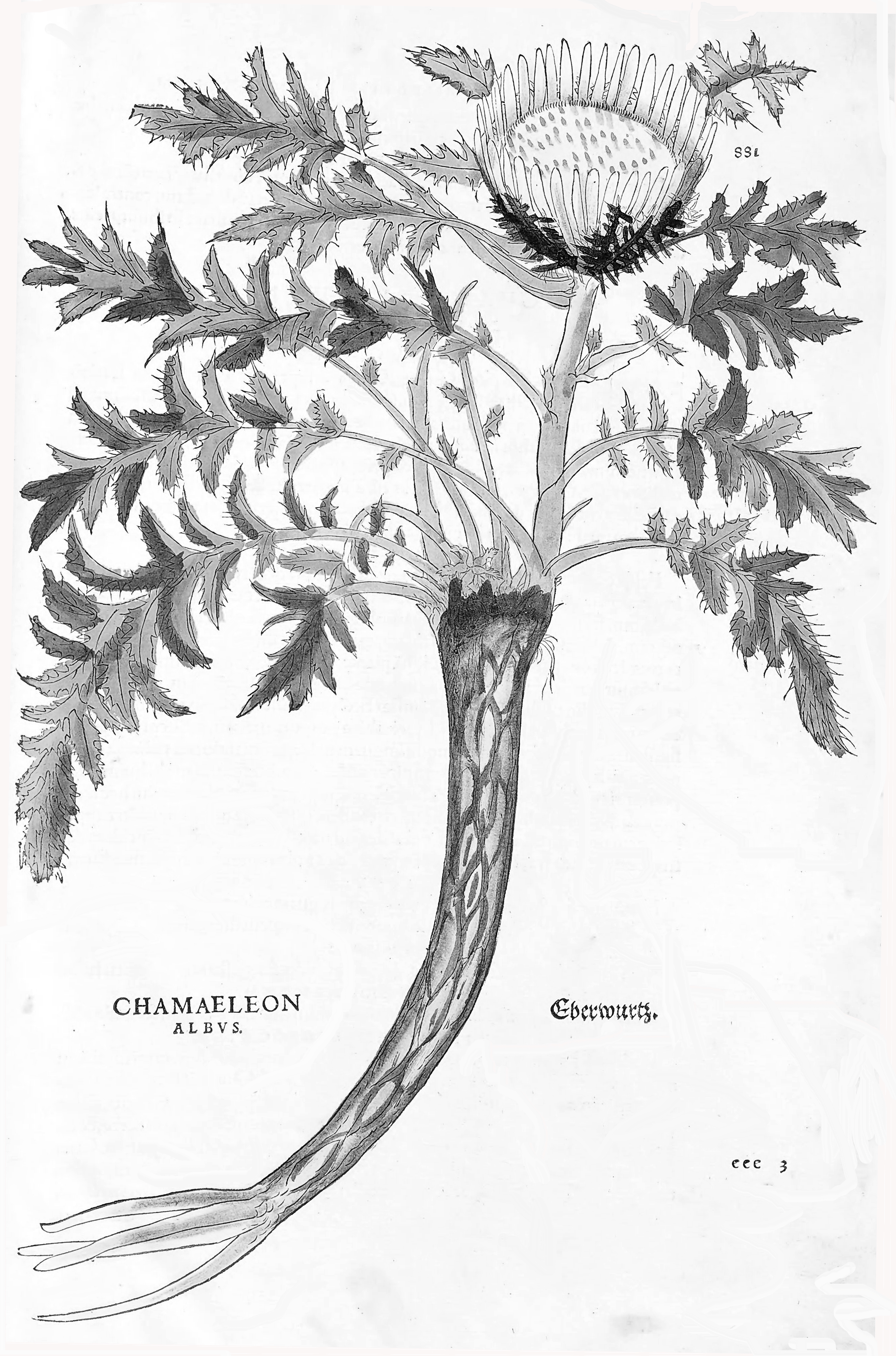
«Eberwurtz». Leonhart Fuchs 1542
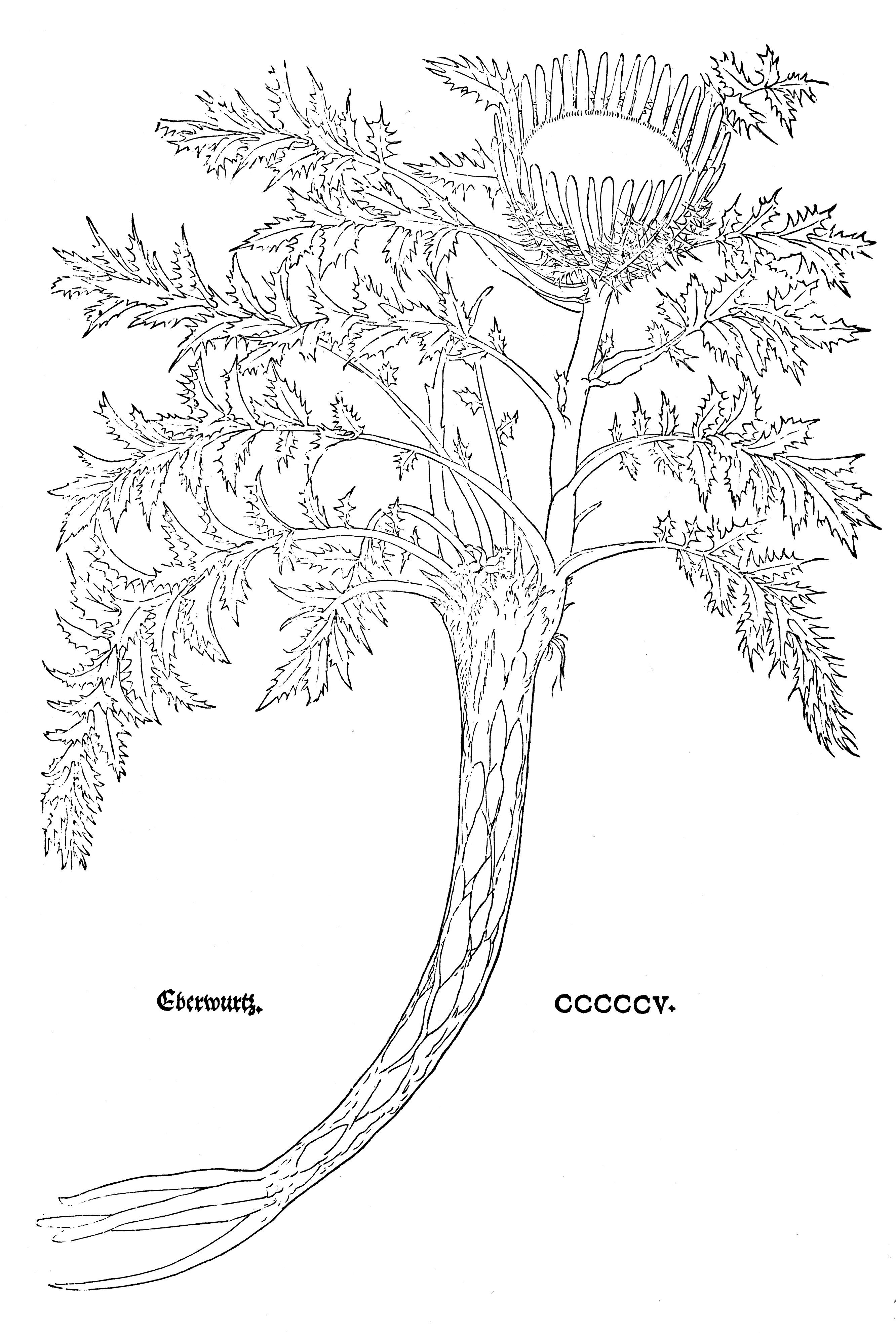
«Eberwurtz». Leonhart Fuchs 1543
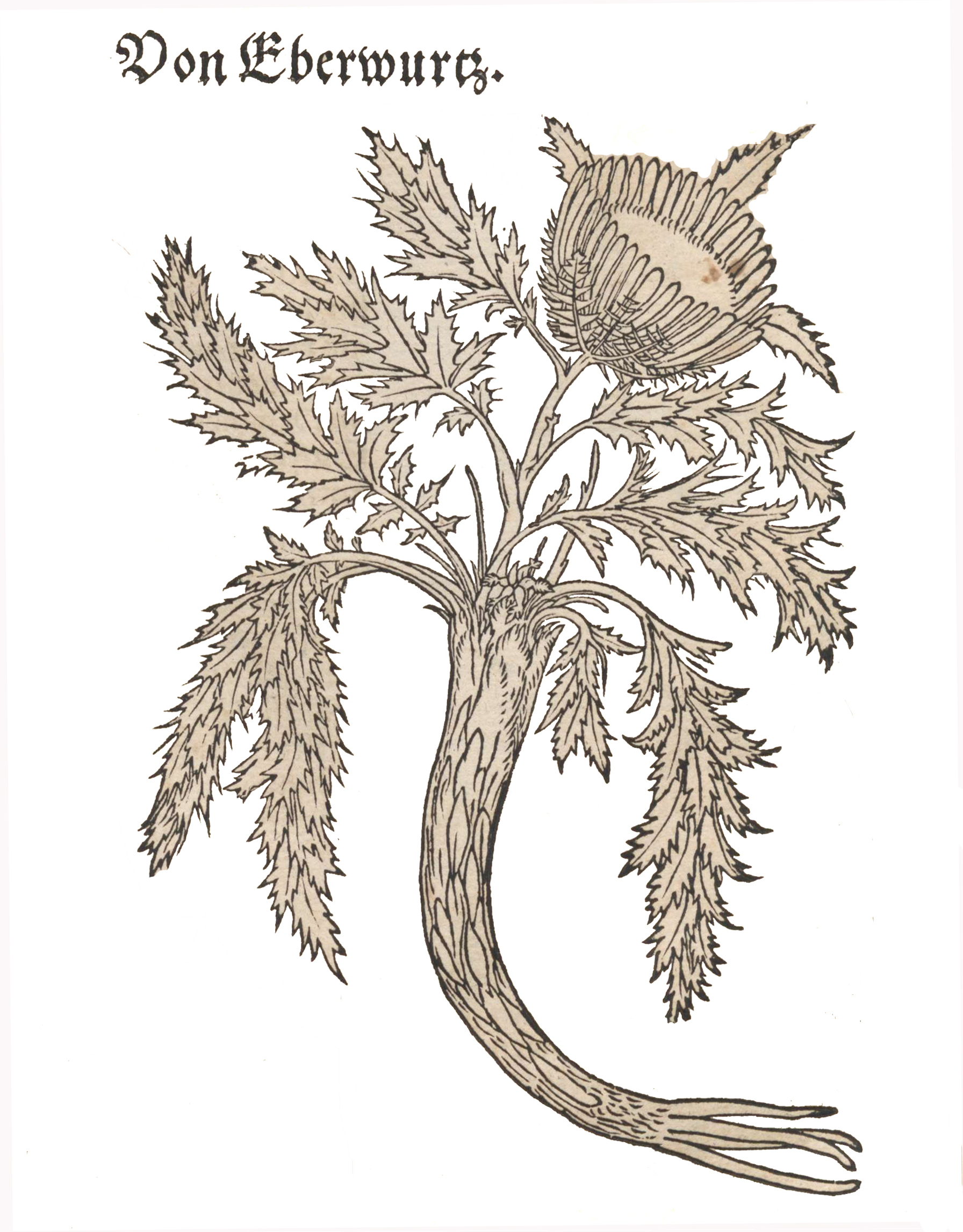
«Eberwurtz» Carlina acaulis. H. Bock 1546/51
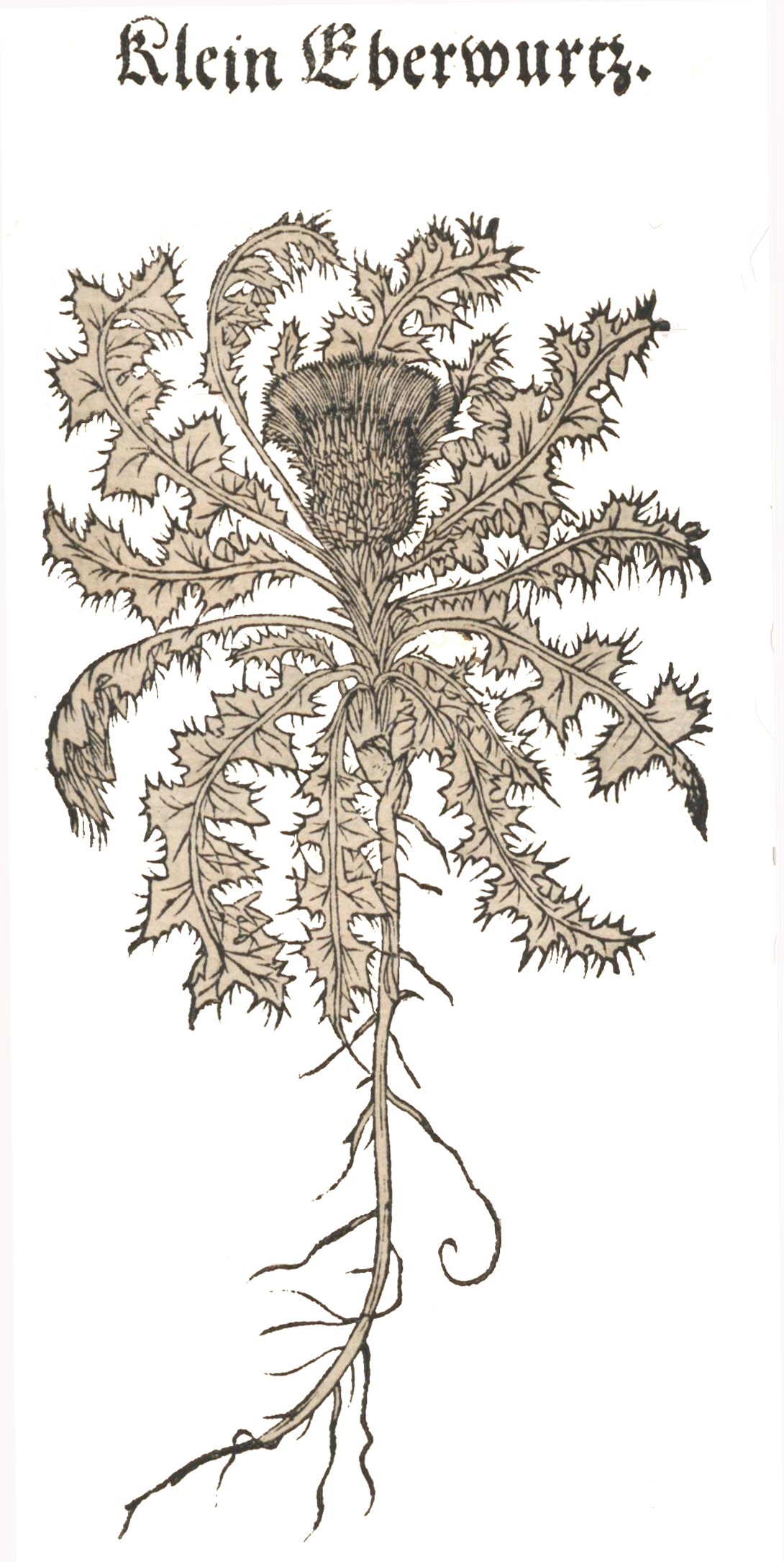
«Klein Eberwurtz» Cirsium acaule. H. Bock 1546/51

## Sonstiges

Wappen der Gemeinde Böttingen mit stilisierter Silberdistel

Die Wappen der Gemeinden Albstadt und Böttingen (Schwäbische Alb / Baden-Württemberg) führen eine stilisierte Silberdistel als Wahrzeichen.
Seit 2021 wird der Biodiversitätspreis Silberdistel vom Land Steiermark vergeben, der auf Marianne und Wilhelm Graf zurückgeht. In 4 Kategorien wird je ein mit 2500 Euro dotierten Preis vergeben, weiters ein reiner Ehrenpreis. Die Projektkategorien:
- Einzelpersonen und Bürgerinneninitiativen
- Bildungseinrichtungen und Gemeinden
- NGOS, Vereine und Körperschaften öffentlichen Rechts
- gewerbliche und landwirtschaftliche Betriebe und Unternehmen

Bis Ende Februar können Projekte eingereicht werden. Eine Jury erstellt eine Shortlist von 4 Nominierten pro Kategorie. Im April erfolgt ein Publikumsvoting. Die Jury entscheidet, Verleihung ist Ende Mai.